# ناحیه البین، شهرستان براون، مینه‌سوتا
شهرستان البین، بخش براون، مینه‌سوتا (به انگلیسی: Albin Township, Brown County, Minnesota) یک منطقهٔ مسکونی در ایالات متحده آمریکا است که در مینه‌سوتا واقع شده‌است.

## خصوصیات
شهرستان البین ۹۲٫۲ کیلومترمربع مساحت و ۳۲۹ نفر جمعیت دارد و ۳۱۷ متر بالاتر از سطح دریا واقع شده‌است.